# L'Affaire du collier (film)
Pour les articles homonymes, voir L'Affaire du collier.
Pour plus de détails, voir Fiche technique et Distribution.
L'Affaire du collier (titre original: The Affair of the Necklace) est un film américain de Charles Shyer sorti en 2001, sur la trame de l'affaire du collier de la reine. 
Il a été nommé en 2001 pour le Oscar de la meilleure création de costumes et le Satellite Award des meilleurs costumes, mais s'est soldé par un échec au box office.

## Synopsis
La jeune comtesse Jeanne de La Motte-Valois, prétendument d'ascendance royale, cherche à retrouver sa place dans l'aristocratie française, ce pourquoi elle doit acheter des titres de noblesse. Pour y parvenir, Jeanne se tourne vers le cardinal Rohan, alors exclu de la cour. Afin qu'il rentre dans les bonnes grâces de Marie-Antoinette, Jeanne propose au cardinal qu'il serve secrètement d'intermédiaire auprès des bijoutiers pour l'achat d'un collier de diamants d'une valeur inestimable et que la reine lui en sera reconnaissante. Elle le convainc en dévoilant des lettres soi-disant signées par la Reine demandant de taire auprès du roi l'acquisition de ce bijou. Or, il s'agit en vérité d'un coup frauduleux visant à soutirer de l'argent au Cardinal que Jeanne a monté en compagnie du comte Nicolas de La Motte son époux, et de Rétaux de Villette son amant, voulant ainsi racheter la demeure familiale de son père et retrouver son rang social bafoué.

## Fiche technique
- Titre original : The Affair of the Necklace
- Réalisation : Charles Shyer
- Scénario : John Sweet
- Studios : Studios Barrandov (Prague)
- Durée : 118 minutes
- Dates de sortie :
  - États-Unis : 30 novembre 2001

## Distribution
- Hilary Swank (VF : Marjorie Frantz) : Jeanne de La Motte-Valois
- Jonathan Pryce (VF : Jean-Luc Kayser) : cardinal Louis de Rohan
- Adrien Brody (VF : Stéphane Ronchewski) : comte Nicolas de La Motte
- Simon Baker (VF : Arnaud Arbessier) : Rétaux de Villette
- Joely Richardson (VF : Cécilia Paoli) : Marie-Antoinette
- Christopher Walken (VF : Bernard Tiphaine) : le comte Cagliostro
- Simon Shackleton : Louis XVI
- Thomas Dodgson-Gates : Louis-Charles de France
- Hayden Panettiere (VF : Laurence Jeanneret) : Jeanne enfant
- Brian Cox (VF : Philippe Catoire) : baron de Breteuil, ministre du roi
- Paul Brooke (VF : Jean-Paul Farré) : M. Bohmer
- Helen Masters : Madame Campan
- Diana Quick : Madame Pomfré
- Peter Eyre : Monsieur Bassenge

Source et légende : Version française (VF) sur Voxofilm